# Stormloop Stade Félix Houphouët-Boigny (2013)
De stormloop bij het Stade Félix Houphouët-Boigny vond plaats op 1 januari 2013 in de Ivoriaanse stad Abidjan. Na een vuurwerkshow, die door de overheid was aangeboden ter gelegenheid van Nieuwjaar, ontstond er een massaal gedrang waarbij 61 mensen, waaronder veel vrouwen, kinderen en tieners, om het leven kwamen en meer dan 200 anderen gewond raakten.
Het was de tweede maal in vier jaar dat er een dodelijke stormloop bij het stadion gebeurde. In 2009 had zich ook een stormloop voorgedaan vóór een kwalificatiewedstrijd voor het wereldkampioenschap voetbal tussen Ivoorkust en Malawi. Daarbij kwamen toen 19 mensen om het leven.

## Verloop van het incident en nasleep
Duizenden mensen hadden zich verzameld bij het Stade Félix Houphouët-Boigny om de vuurwerkshow ter gelegenheid van Nieuwjaar te bekijken. Het was nog maar de tweede maal dat dit werd georganiseerd sinds de orde in het land was hersteld nadat onenigheid over de uitkomst van de presidentsverkiezingen in 2010 het land op de rand van een burgeroorlog had gebracht.
Na afloop van de show, om ongeveer 1 uur 's nachts, terwijl de toeschouwers zich begaven naar de Boulevard de la République, ontstond er een stormloop. Vele jongere toeschouwers werden onder de voet gelopen en stikten. Het merendeel van diegenen die omkwamen, was tussen de 8 en 15 jaar oud. Vele jongeren waren immers uitgegaan om deel te nemen aan de festiviteiten, terwijl hun ouders thuisbleven.
De staatstelevisie toonde beelden van gewonden die door reddingswerkers naar ambulances werden gebracht en van jonge kinderen die in ziekenhuizen werden verzorgd. Vele ouders gingen naar het ziekenhuis, het mortuarium van de stad en het stadion, op zoek naar hun vermiste kinderen.
President Alassane Ouattara en zijn vrouw bezochten tijdens de dag enkele van de gewonden in het ziekenhuis. Ouattara beloofde dat de regering zou betalen voor hun verzorging. Hij kondigde ook drie dagen van nationale rouw af.

## Reacties
- Kolonel Issa Sako van het reddingsteam van de brandweer verklaarde dat een onderzoek moet uitmaken hoe een stormloop is ontstaan en hoe er zoveel doden zijn kunnen vallen op de brede boulevard.[2]
- De minister van Binnenlandse Zaken, Hamed Bakayoko, verklaarde dat de juiste veiligheidsmaatregelen getroffen waren tijdens de vuurwerkshow.[4]